# Gribojedow (Armenia)
Gribojedow – wieś w Armenii, w prowincji Armawir. W 2011 roku liczyła 1845 mieszkańców.